# Nosologie
Nosologie (ze starořeckého νόσος [nosos], což znamená „nemoc“, a -λογία [-logia], což znamená „studium“) je obor lékařství, který se zabývá klasifikací nemocí.
Onemocnění mohou být klasifikována podle etiologie (příčiny), patogeneze (mechanismu, který onemocnění způsobuje), nebo symptomů. Alternativně mohou být onemocnění klasifikována podle orgánových soustav, které jsou zasaženy, i když je to často nejednoznačné, protože mnoho chorob postihuje více než jeden orgán.
Hlavní obtíž v nosologii je, že onemocnění často nelze definovat a klasifikovat jasně, zvláště když etiologie a patogeneze jsou neznámé. Tak diagnostické pojmy často jen odrážejí určitý příznak nebo soubor příznaků (syndrom).